# One Vision
One Vision è un singolo del gruppo musicale britannico Queen, pubblicato il 4 novembre 1985 come primo estratto dal dodicesimo album in studio A Kind of Magic. Il brano compare su Liberty rock, una fittizia stazione radio di GTA 4.

## Descrizione
Il brano nacque all'indomani dell'esibizione del gruppo al Live Aid e fu originariamente scritto dal batterista Roger Taylor, che si ispirò al celeberrimo discorso di Martin Luther King sui gradini del Lincoln Memorial (tant'è che nel testo è citata più volte la frase I have a dream, con cui viene identificato l'intero intervento del politico statunitense).
La canzone è stata sempre eseguita dai Queen nei concerti del Magic Tour come prima esibizione; a loro detta, infatti, l'introduzione della canzone era «perfetta» per l'apertura di un tale evento.
All'inizio del brano è presente una voce che è stata incisa al contrario. C'è chi sostiene che ascoltando il frammento al contrario, la voce riferisca, testualmente, "My sweet satan i saw the sabba". Un'altra frase ad inizio brano, la citazione biblica "God works in mysterious ways", è invece udibile se il brano viene ascoltato a velocità accelerata. Nonostante un fan-club ufficiale sostenne che la voce storpiata fosse di Brian May, venne chiaramente mostrato sia dal documentario Magic Years che dal DVD Greatest Video Hits 2 come Freddie cantò il testo durante le sessioni di registrazione. Su entrambi i documentari, il testo completo recita "God works in mysterious ways. And Hey, people! All around the world. I look forward to those glorious days once again!".

## Promozione
One Vision fu prima pubblicato come singolo stand-alone nel novembre 1985, apparendo un mese più tardi nell'album speciale Complete Vision e infine venendo incluso nella lista tracce di A Kind of Magic.
Successivamente il brano fu incluso nella colonna sonora del film L'aquila d'acciaio.

## Video musicale
Il video associato, caratterizzato dalla nota posa delle quattro teste dei componenti del gruppo, mostrata per la prima volta nel 1975 con il video di Bohemian Rhapsody e ripresa quindi dieci anni più tardi, fu montato negli studi Musicland di Monaco di Baviera con la DoRo, guidata da Rudi Dolezal e Hannes Rossacher. Nel filmato si nota in un breve passaggio il bassista John Deacon alla batteria.
Del brano esistono due videoclip: quello della Extended Vision e della Single Version, entrambi inseriti nell'album video Greatest Video Hits 2.

## Tracce
7"
1. One Vision – 4:04
2. Blurred Vision – 4:42

12"
1. One Vision (Extended vision) – 6:30
2. Blurred Vision (Extended)

## Formazione
- Freddie Mercury - voce, pianoforte
- Brian May - chitarra, cori, sintetizzatore
- John Deacon - basso, cori
- Roger Taylor - batteria acustica e elettronica, cori

## Classifiche
| Classifica (1985/86)          | Posizione massima |
| ----------------------------- | ----------------- |
| Australia                     | 35                |
| Belgio (Fiandre)              | 28                |
| Canada                        | 76                |
| Germania                      | 26                |
| Irlanda                       | 5                 |
| Italia                        | 37                |
| Paesi Bassi                   | 21                |
| Regno Unito                   | 7                 |
| Stati Uniti                   | 61                |
| Stati Uniti (mainstream rock) | 19                |
| Svizzera                      | 24                |

## Cover
One Vision, nel tempo, è stata oggetto di alcune cover.
- La più famosa è quella del complesso sloveno Laibach, intitolata in lingua tedesca Geburt einer Nation e commercializzata nel 1987 sull'album Opus Dei.
- Nel 1992 è stata realizzata una cover dal gruppo Pizza e Fichi, in collaborazione con i Prophilax, intitolata "Mi Zio" ed è inclusa nell'album Naka-Gata
- Nel 2012 una cover del brano cantata da Kimberley Walsh e dal tenore Alfie Boe è stata realizzata come inno team della Gran Bretagna per le Olimpiadi di Londra 2012.

## One Vision nella cultura di massa

### Film
- È una delle tracce comprese nella colonna sonora del film del 1986, L'aquila d'acciaio, diretto da Sidney J. Furie.